# Klaus Meine
Klaus Meine (Hanôver, 25 de maio de 1948) é um cantor e compositor alemão, integrante e vocalista da banda Scorpions.
Além do Scorpions, ele tem colaboração também em "Bridge to Heaven" com Uli Jon Roth; em "Send Me And Angel", "Bigger than life", "Keep the World Child" e "Jerusalem of Gold" da cantora israelense Liel Kolet; em "Bis wohin reicht mein Leben" de Rilke Projekt; "Wind of Change" com o tenor Josep Carreras e na canção "Dying for an Angel", do álbum "The Wicked Symphony" do Avantasia, assim como no videoclipe da música.

## Antes do Scorpions
Klaus Meine foi vocalista e guitarrista de duas bandas, a primeira se chamava The Mushrooms e a segunda Copernicus, isso no começo dos anos 60, antes de ingressar na banda Scorpions.

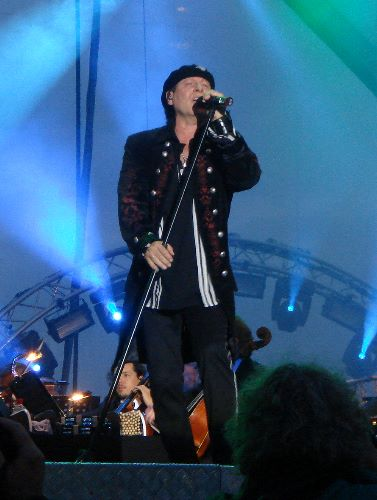
Klaus Meine durante show no ano de 2006

## Carreira no Scorpions
A carreira nos Scorpions começou quando Klaus conheceu Rudolf Schenker, fundador da banda junto com o seu irmão Michael Schenker em 1969, de modo que juntos formaram a banda com Lothar Heimberg (baixo) e Wolfgang Dziony (bateria).

## Influência dos Beatles
Quando era adolescente, Klaus Meine ouvia muito rock dos anos 50 e 60, principalmente os Beatles, (o que ele confirma no DVD Unbreakable "One Night in Vienna") que o influenciou a cantar, tocar e criar a sua primeira banda, The Mushrooms.

## Primeiros anos e sucesso repentino
Ao lado de Rudolf Schenker, Klaus Meine jamais deixou o Scorpions e, junto com ele, é responsável pela maioria das composições da banda. Nascido em 1948, Klaus natural de Hanôver, cidade no norte da Alemanha, sempre foi ligado à música por influência do pai, Hugo Meine. Começou a tocar em pubs alemães e em 1969  conheceu Rudolf que apresentou seu irmão o guitarrista Michael Schenker e o indicou para tocar na banda que Klaus tinha na época, o Copernicus. Um ano mais tarde os dois juntaram-se ao Scorpions.
Os Scorpions passaram os sete primeiros anos de carreira tentando conquistar o público em bares locais, vindo a gravar seu primeiro disco em 1972, com Klaus Meine nos vocais, logo após isso Lothar Heimberg e Wolfgang Dziony resolvem abandonar o grupo e Michael Schenker passa a ser o guitarrista da banda londrina UFO, sozinho com Rudolf, Klaus dá continuidade ao trabalho, entrando em contato com o guitarrista Uli Jon Roth, que convida o baixista Francis Buchholz, e o baterista Jürgen Rosenthal lançando o segundo disco Fly To The Rainbow em 1974. Um ano depois convida Rudy Lenners para assumir a bateria e lançam o terceiro disco In Trance fazendo sucesso em toda a Europa
Klaus e Rudolf, reformulam o Scorpions. Com a entrada do guitarrista Ulrich Roth os Scorpions faz grande sucesso na Europa graças aos ótimos álbuns que lança, a voz marcante de Klaus, e suas composições ao lado de Rudolf.
Em 1981, Klaus perdeu sua voz após a Animal Magnetism Tour como consequência do aparecimento de nódulos nas suas cordas vocais. Ele chegou a pensar em abandonar a banda, com receio de não poder mais cantar. E foi aí que Meine recebeu a maior prova de amizade de seus companheiros que aguardaram Klaus se recuperar da delicada cirurgia que sofreu nas cordas vocais para prosseguirem, como membro itinerante, optou por não deixar a banda depois que  se tornou um sucesso. É o compositor da música "Wind Of Change", o maior sucesso do Scorpions.
No ano de 2008 ganhou da Dommenget uma guitarra signature pelos seus 60 anos de idade.

## Duas operações e treino vocal intensivo
Após se consultar com um fonoaudiólogo sobre o problema, Klaus Meine foi aconselhado a deixar de lado a carreira. Recorreu à ajuda de um famoso especialista em Viena, que tratava cantores de ópera, passou por duas cirurgias e um treino vocal intenso. O tratamento foi tão eficiente que Klaus Meine voltou com amplitude vocal ainda maior do que tinha anteriormente.

## Paradigma da balada hard-rock
Três anos após as cirurgias e o tratamento, Klaus Meine gravou em 1984 "Still Loving You", um dos hinos do rock mundial, grande sucesso até hoje, do álbum "Love at First Sting"

## Composições
Klaus Meine canta desde os nove anos de idade, e além disso toca instrumentos como violão, viola de 12 cordas, guitarras elétricas e acústicas. Também foi responsável pela grande maioria das letras das composições do grupo, porém também é responsável por composições realizadas sozinho como: "Wind of Change", "You and I", "But the best for You", "Does Anyone Know", "A Moment in a Million Years", "Moment of Glory", "I Wanted to Cry", "Back to You", "My City, My Town", "Follow your Heart", "Rock'n' Roll Band", "The World We Used to Know" e "Who We Are".

## Fora dos palcos
Possui mais de 50 anos de carreira, pois começou a cantar aos nove anos. Simpático alemão, gosta de ler biografias; de praticar esportes como futebol, tênis e basquete; de viajar para lugares como Berlim, Los Angeles, Paris e Nova York e de dirigir carros como Mercedes. É motivado por novos desafios, pessoas e música; É casado com Gabi Meine, que conheceu depois de um show em 1972. Na época, Gabi tinha apenas 16 anos. São casados desde 1976. O casal tem um filho: Christian Julian, nascido em 1985.
Faz ações sociais com a Nordoff Robbins e com a Unicef.
Em 2009, foi nomeado Embaixador NA Fundação Internacional de Leucemia José Carreras, do tenor espanhol José Carreras, na batalha contra leucemia.
Em 12 de março de 2011, ele recebeu o Prêmio Steiger na Alemanha.
Antes de ser músico vendeu cortinas para ganhar a vida.